# Dvorce (Jihlavai járás)
Dvorce település Csehországban, a Jihlavai járásban. Dvorce Hubenov, Cejle, Jihlava, Rantířov, Kostelec, Vyskytná nad Jihlavou és Mirošov településekkel határos. Lakosainak száma 211 fő (2024. január 1.).

## Népesség
A település lakosságának változását az alábbi diagram mutatja:
| Lakosok száma | 187  | 195  | 200  | 202  | 210  | 159  | 194  | 197  | 199  | 211  |
|               | 1869 | 1890 | 1921 | 1950 | 1980 | 2001 | 2017 | 2019 | 2022 | 2024 |